# マイルズ・テラー
マイルズ・テラー（Miles Teller, 1987年2月20日 - ,6ft1）は、アメリカ合衆国の俳優。

## 生い立ち
マイルズ・アレクサンダー・テラーはペンシルベニア州ダウニングタウンでニュージャージー州カーニーズポイント出身の両親の間に生まれる。2人の姉がいる。彼の父方の祖父はロシア系ユダヤ人の子孫、祖母はポーランド系とアイルランド系である。また、彼の母親は、イングランド系、アイルランド系、ドイツ系、アフリカ系アメリカ人の血を引いている。
原発のエンジニアである父の仕事のため一家は引越しを重ね、ニュージャージー州ケープメイやフロリダ州シトラス郡などで育った。高校では演劇クラブの会長を務めた。ほかにも野球やキリスト教教会のバンドグループで演奏(ドラム、ピアノ、ギター)などを行っていた。フロリダのレカント高校を卒業した。ニューヨーク大学ティッシュ芸術校では美術学士を取得した。
2007年、友人が運転していた車が深刻な交通事故を起こし同乗中のテラーも巻き込まれ重傷をおった。そのときの傷痕がキャリアにも影響をあたえている。
彼は熱心なフィラデルフィア・フィリーズとフィラデルフィア・イーグルスのファンである。
2019年、モデルのケリー・スペリーと6年の交際を経て結婚。

## キャリア
2010年の映画『ラビット・ホール』における演技でクロトルディス賞助演男優賞にノミネートされた。2011年に公開された『フットルース 夢に向かって』では1984年のオリジナル版『フットルース』でクリス・ペンが演じたウィラード役を務めている。テラーは1998年初演の舞台版『フットルース』でも同じ役を演じたことがある。
2012年には、『ハングオーバー! 消えた花ムコと史上最悪の二日酔い』のトッド・フィリップス監督が製作した『プロジェクトX』と、同じく『ハングオーバー!』の脚本家ジョン・ルーカスとスコット・ムーアが監督する『21オーバー 最初の二日酔い』という、テラー出演のコメディ映画2本が公開される。
2014年には映画『セッション』に主演し数々の映画賞にノミネートされた。
2017年、テラーは『オンリー・ザ・ブレイブ』でブレンダン・マクドノー役を演じ、これがスターへの第一歩となった。
2022年に公開された『トップガン マーヴェリック』にて、前作『トップガン』でアンソニー・エドワーズが演じたグースの息子であるブラッドリー・“ルースター”・ブラッドショー大尉を演じた。

## 出演作品
※太字表記は主演。

### 映画
| 年   | 題名                                                  | 役名                                           | 備考 | 吹替               |
| ---- | ----------------------------------------------------- | ---------------------------------------------- | --- | ------------------ |
| 2010 | ラビット・ホール Rabbit Hole                          | ジェイソン                                     | | 野島健児           |
| 2011 | フットルース 夢に向かって Footloose                   | ウィラード・ヒューイット                       | 日本劇場未公開 | 逢坂力             |
| 2012 | プロジェクトX Project X                               | マイルズ                                       | 日本劇場未公開 カメオ出演 | （吹き替え版なし） |
| 2013 | いま、輝くときに The Spectacular Now                  | サッター・キーリー                             | 日本劇場未公開 | （吹き替え版なし） |
| 2013 | 21オーバー 最初の二日酔い 21 & Over                   | ミラー                                         | | TBA                |
| 2014 | セッション Whiplash                                   | アンドリュー・ニーマン                         | ノミネート - ゴッサム・インディペンデント映画賞: 主演男優賞 (2014) ノミネート - 英国映画テレビ芸術アカデミー賞: 新人賞 (2015) ノミネート - MTVムービー・アワード: 主演男優賞 (2015) ノミネート - サテライト賞: 主演男優賞 (2015) | 内田夕夜           |
| 2014 | 恋人まで1% That Awkward Moment                        | ダニエル                                       | | 小田敏充           |
| 2014 | ダイバージェント Divergent                            | ピーター・ヘイズ                               | 後藤ヒロキ |                    |
| 2014 | きみといた2日間 Two Night Stand                       | アレック                                       | [ 16 ] | 竹内想             |
| 2015 | ダイバージェントNEO The Divergent Series: Insurgent   | ピーター・ヘイズ                               | | 後藤ヒロキ         |
| 2015 | ファンタスティック・フォー Fantastic Four             | リード・リチャーズ / Mr.ファンタスティック     | 木村昴 |                    |
| 2016 | ダイバージェントFINAL The Divergent Series: Allegiant | ピーター・ヘイズ                               | 後藤ヒロキ |                    |
| 2016 | ゲット・ア・ジョブ 〜僕たちの就職戦線 Get a Job       | ウィル・デイヴィス                             | （吹き替え版なし） |                    |
| 2016 | ウォー・ドッグス War Dogs                             | デビッド・パッカウズ                           | 日本劇場未公開 | 武藤正史           |
| 2016 | ビニー/信じる男 Bleed for This                        | ビニー・パジェンサ                             | | （吹き替え版なし） |
| 2017 | オンリー・ザ・ブレイブ Only the Brave                 | ブレンダン・マクドナウ                         | 興津和幸 |                    |
| 2017 | アメリカン・ソルジャー Thank You for Your Service     | アダム・シューマン                             | 日本劇場未公開 | 板倉光隆           |
| 2022 | トップガン マーヴェリック Top Gun: Maverick           | ブラッドリー・“ルースター”・ブラッドショー大尉 | | 宮野真守           |
| 2022 | スパイダーヘッド Spiderhead                           | ジェフ                                         | Netflixオリジナル | 細谷佳正           |
| 2025 | 深い谷の間に The Gorge                                | レヴィ                                         | Apple TV+オリジナル | 細谷佳正           |
| 2026 | マイケル（原題） Michael                              | ジョン・ブランカ                               | ポストプロダクション |                    |
| TBA  | The Ark and the Aardvark                              | Gilbert                                        | 声の出演 インプロダクション |                    |
| TBA  | Eternity                                              | TBA                                            | |                    |
| TBA  | Remake's An Officer and a Gentleman                   | ザック・メイヨ                                 | |                    |

### テレビ
| 年   | 題名                                                        | 役名                   | 備考                                      | 吹き替え |
| ---- | ----------------------------------------------------------- | ---------------------- | ----------------------------------------- | -------- |
| 2009 | The Unusuals                                                | James Boorland         | 第2話「Boorland Day」                     | N/A      |
| 2019 | トゥー・オールド・トゥー・ダイ・ヤング Too Old To Die Young | マーティン・ジョーンズ | Amazonビデオオリジナルシリーズ 計10話出演 | 高橋英則 |
| 2022 | ジ・オファー / ゴッドファーザーに賭けた男 The Offer         | アルバート・ラディ     | 計10話出演 兼製作総指揮                   | 中村章吾 |